# Valesca Popozuda (EP)
Valesca Popozuda é o terceiro extended play (EP) da carreira da cantora, dançarina e compositora homônima. Foi oficialmente lançado no dia 16 de dezembro de 2014 no iTunes, e foi a primeira artista a se lançar na plataforma "Google Play" de música. A capa do EP, foi totalmente inspirada na cantora Madonna.

## Antecedentes

### Singles
No EP, Valesca traz 4 faixas, sendo elas: "Beijinho no Ombro", "Tá Pra Nascer Homem Que Vai Mandar em Mim" e "Eu Sou a Diva Que Você Quer Copiar", além de uma faixa bônus, que é o remix de "Eu Sou a Diva que Você Quer Copiar".
O primeiro single oficial do EP, é a canção "Beijinho no Ombro" que foi lançada no mês de agosto de 2013, tendo seu videoclipe lançado no dia 26 de dezembro de 2013, onde já possui mais de 50 milhões de visualizações em seu canal oficial no YouTube. O segundo single foi "Eu Sou a Diva Que Você Quer Copiar", que ficou entre os TOP 10 singles do iTunes e alcançou a segunda posição no destaques de música do G1, a música ganhou um clipe pela marca de produtos de limpeza Veja para promover a nova linha de produtos da marca. No dia 13 de novembro, Valesca divulgou o clipe oficial da canção em seu canal do YouTube, onde a mesma já possui 8 milhões de visualizações.

Singles promocionais
O segundo single do EP, foi a canção "Tá Pra Nascer Homem Que Vai Mandar Em Mim", que foi lançada no dia 21 de setembro de 2014 para descarga digital na iTunes Store, porém ainda não foi feito nenhum videoclipe pra canção.

## Faixas
| Edição padrão |                                                    |                                            |         |  |
| N.º           | Título                                             | Compositor(es)                             | Duração |  |
| 1.            | "Beijinho no Ombro"                                | André Vieira Leandro Castro Wallace Vianna | 02:46   |  |
| 2.            | "Tá Pra Nascer Homem que Vai Mandar em Mim"        | André Vieira Wallace Viana Leandro Pardal  | 03:06   |  |
| 3.            | "Eu Sou a Diva que Você Quer Copiar (versão pop)"  | André Vieira Wallace Viana Leandro Pardal  | 02:26   |  |
| 4.            | "Eu Sou a Diva que Você Quer Copiar (versão funk)" | André Vieira Wallace Viana Leandro Pardal  | 02:25   |  |